# Gran Premio motociclistico d'Olanda 1968
Il Gran Premio d'Olanda fu il quarto appuntamento del motomondiale 1968.
Si svolse sabato 29 giugno 1968 sul circuito di Assen. Erano in programma tutte le classi.
Prima gara della giornata fu la 50, vinta a sorpresa da Paul Lodewijkx sull'artigianale Jamathi. Solo seconda la Suzuki di Hans-Georg Anscheidt.
A seguire, la gara della 350, con Giacomo Agostini che lasciò tutti i suoi avversari a un giro di distacco.
Terza classe in programma la 250, vinta da Bill Ivy sul compagno di Marca Phil Read.
Quarta cilindrata a scendere in pista la 125, classe nella quale Read ottenne la vittoria.
La gara della 500 vide l'ennesima vittoria del binomio MV Agusta-Agostini.
Ultima gara in programma quella dei sidecar, nella quale Johann Attenberger batté Klaus Enders.

## Classe 500

### Arrivati al traguardo
| Pos. | Pilota           | Moto                      | Tempo        | Punti |
| ---- | ---------------- | ------------------------- | ------------ | ----- |
| 1    | Giacomo Agostini | MV Agusta                 | 1h 05' 22" 2 | 8     |
| 2    | Jack Findlay     | Matchless                 | +1' 19" 1    | 6     |
| 3    | John Cooper      | Seeley                    | +1' 19" 2    | 4     |
| 4    | Peter Williams   | Matchless                 | +1' 19" 3    | 3     |
| 5    | Kel Carruthers   | Norton                    | +2' 48" 5    | 2     |
| 6    | Ron Chandler     | Seeley                    | +2' 56" 1    | 1     |
| 7    | Malcolm Uphill   | Norton                    | +2' 59" 9    |       |
| 8    | Rodney Gould     | Norton                    | +3' 01" 6    |       |
| 9    | John Hartle      | Cowless Metisse-Matchless | +1 giro      |       |
| 10   | Theo Louwes      | Norton                    | +1 giro      |       |
| 11   | Bert Oosterhuis  | Norton                    | +1 giro      |       |
| 12   | Walter Scheimann | Norton                    | +1 giro      |       |
| 13   | Karl Hoppe       | Matchless                 | +2 giri      |       |

### Ritirati
| Pilota            | Moto      | Motivo ritiro |
| ----------------- | --------- | ------------- |
| Alberto Pagani    | LinTo     |               |
| Gyula Marsovszky  | Matchless |               |
| Derek Woodman     | Seeley    |               |
| Errol Cowan       | Matchless |               |
| Silvio Grassetti  | Bianchi   |               |
| Steve Jolly       | Matchless |               |
| Keith Turner      | Matchless |               |
| Bohumil Staša     | ČZ        |               |
| Billie Nelson     | Paton     |               |
| Rex Butcher       | Matchless |               |
| Godfrey Nash      | Norton    |               |
| Dan Shorey        | Norton    |               |
| John Dodds        | Norton    |               |
| Angelo Bergamonti | Paton     |               |
| Bosse Granath     | Matchless |               |

## Classe 350

### Arrivati al traguardo
| Pos. | Pilota            | Moto              | Tempo        | Punti |
| ---- | ----------------- | ----------------- | ------------ | ----- |
| 1    | Giacomo Agostini  | MV Agusta         | 1h 05' 22" 7 | 8     |
| 2    | Ginger Molloy     | Bultaco           | +1 giro      | 6     |
| 3    | Gilberto Milani   | Aermacchi         | +1 giro      | 4     |
| 4    | Bohumil Staša     | ČZ                | +1 giro      | 3     |
| 5    | Derek Woodman     | Metisse-Aermacchi | +1 giro      | 2     |
| 6    | Dave Simmonds     | Kawasaki          | +1 giro      | 1     |
| 7    | Peter Williams    | AJS               | +1 giro      |       |
| 8    | Karl Hoppe        | Aermacchi         | +1 giro      |       |
| 9    | Dan Shorey        | Norton            | +1 giro      |       |
| 10   | Ron Chandler      | Seeley            | +1 giro      |       |
| 11   | Godfrey Nash      | Norton            | +1 giro      |       |
| 12   | Heinz Rosner      | MZ                | +1 giro      |       |
| 13   | Rudolf Thalhammer | Aermacchi         | +1 giro      |       |
| 14   | Karel Bojer       | ČZ                | +1 giro      |       |
| 15   | Bosse Granath     | Husqvarna         | +2 giri      |       |
| 16   | Cas Swart         | Ducati            | +3 giri      |       |
| 17   | Jaap Moojen       | Honda             | +3 giri      |       |

## Classe 250

### Arrivati al traguardo
| Pos. | Pilota            | Moto      | Tempo     | Punti |
| ---- | ----------------- | --------- | --------- | ----- |
| 1    | Bill Ivy          | Yamaha    | 55' 23" 9 | 8     |
| 2    | Phil Read         | Yamaha    | +0" 1     | 6     |
| 3    | Renzo Pasolini    | Benelli   | +1' 43" 3 | 4     |
| 4    | Heinz Rosner      | MZ        | +2' 12" 9 | 3     |
| 5    | Rodney Gould      | Yamaha    | +3' 31" 6 | 2     |
| 6    | Santiago Herrero  | OSSA      | +1 giro   | 1     |
| 7    | John Cooper       | Yamaha    | +1 giro   |       |
| 8    | Ginger Molloy     | Bultaco   | +1 giro   |       |
| 9    | Gilberto Milani   | Aermacchi | +1 giro   |       |
| 10   | Jack Findlay      | Bultaco   | +1 giro   |       |
| 11   | Cees van Dongen   | Yamaha    | +1 giro   |       |
| 12   | Lothar John       | Suzuki    | +1 giro   |       |
| 13   | Tommy Robb        | Bultaco   | +1 giro   |       |
| 14   | Gyula Marsovszky  | Bultaco   | +1 giro   |       |
| 15   | František Šťastný | Jawa      | +1 giro   |       |
| 16   | Ruud Breedt       | Bultaco   | +1 giro   |       |
| 17   | Rudolf Thalhammer | Aermacchi | +1 giro   |       |
| 18   | Cliff Carr        | Bultaco   | +2 giri   |       |
| 19   | Jan Kostwinder    | Yamaha    | +2 giri   |       |

## Classe 125

### Arrivati al traguardo
| Pos. | Pilota            | Moto          | Tempo     | Punti |
| ---- | ----------------- | ------------- | --------- | ----- |
| 1    | Phil Read         | Yamaha        | 48' 38" 7 | 8     |
| 2    | Ginger Molloy     | Bultaco       | +2' 10" 6 | 6     |
| 3    | Jan Huberts       | MZ            | +2' 24" 5 | 4     |
| 4    | Salvador Cañellas | Bultaco       | +2' 26" 6 | 3     |
| 5    | Dieter Braun      | Neckermann-MZ | +2' 55" 5 | 2     |
| 6    | Giuseppe Visenzi  | Montesa       | +3' 25" 2 | 1     |
| 7    | Gordon Keith      | Yamaha        | +3' 25" 3 |       |
| 8    | Tommy Robb        | Bultaco       | +3' 36" 9 |       |
| 9    | Barry Smith       | Derbi         | +1 giro   |       |
| 10   | Ruud Breedt       | Honda         | +1 giro   |       |
| 11   | Herbert Denzler   | Honda         | +1 giro   |       |
| 12   | Bob Coulter       | Bultaco       | +1 giro   |       |
| 13   | Lothar John       | MZ            | +1 giro   |       |
| 14   | Martin Carney     | Bultaco       | +1 giro   |       |
| 15   | Aad Droog         | Honda         | +1 giro   |       |
| 16   | Henk Mos          | Honda         | +2 giri   |       |

## Classe 50

### Arrivati al traguardo
| Pos. | Pilota               | Moto             | Tempo     | Punti |
| ---- | -------------------- | ---------------- | --------- | ----- |
| 1    | Paul Lodewijkx       | Jamathi          | 31' 32"   | 8     |
| 2    | Hans-Georg Anscheidt | Suzuki           | +0" 1     | 6     |
| 3    | Aalt Toersen         | Kreidler         | +30" 2    | 4     |
| 4    | Jan de Vries         | Kreidler         | +46" 9    | 3     |
| 5    | Jos Schurgers        | J.S. Kreidler    | +1' 32" 4 | 2     |
| 6    | Rudolf Schmälzle     | Kreidler         | +1' 46" 3 | 1     |
| 7    | Jan Bruins           | Kreidler         | +2' 06" 6 |       |
| 8    | Rudolf Kunz          | Kreidler         | +2' 13" 6 |       |
| 9    | Jacques De Ara       | Derbi            | +3' 06" 7 |       |
| 10   | Jan van Leeuwen      | Honda            | +3' 07" 2 |       |
| 11   | Jaap Mooyen          | Kreidler         | +3' 07" 8 |       |
| 12   | Herbert Denzler      | Kreidler         | +3' 07" 9 |       |
| 13   | Janko-Florijan Štefe | Tomos            | +3' 17" 4 |       |
| 14   | Martin Mijwaart      | Jamathi          | +3' 25" 5 |       |
| 15   | Herman Meijer        | Hemeyla-Kreidler | +4' 15"   |       |
| 16   | André Guinot         | Derbi            | +4' 16" 5 |       |
| 17   | Philippe Ruyssen     | Derbi            | +4' 19" 5 |       |
| 18   | Henk Mos             | Kreidler         | +4' 26" 3 |       |
| 19   | George Ashton        | Garelli          | +1 giro   |       |
| 20   | Bernard Hausel       | Kreidler         | +1 giro   |       |
| 21   | Jean-Louis Pasquier  | Derbi            | +2 giri   |       |

## Classe sidecar
Per le motocarrozzette si trattò della 105ª gara effettuata dall'istituzione della classe nel 1949; si sviluppò su 14 giri, per una percorrenza di 107,856 km.
Giro più veloce di Johann Attenberger/Josef Schillinger (BMW) in 3' 28" 4 a 133,900 km/h.

### Arrivati al traguardo
| Pos | Pilota               | Passeggero        | Moto | Tempo     | Punti |
| --- | -------------------- | ----------------- | ---- | --------- | ----- |
| 1   | Johann Attenberger   | Josef Schillinger | BMW  | 49' 44" 8 | 8     |
| 2   | Klaus Enders         | Ralf Engelhardt   | BMW  | +0" 7     | 6     |
| 3   | Siegfried Schauzu    | Horst Schneider   | BMW  | +1' 02"   | 4     |
| 4   | Georg Auerbacher     | Henk de Wever     | BMW  | +1' 09" 8 | 3     |
| 5   | Helmut Fath          | Wolfgang Kalauch  | URS  | +2' 19" 7 | 2     |
| 6   | Jean-Claude Castella | Albert Castella   | BMW  | +3' 52" 4 | 1     |
| 7   | Maurice Tombs        | Trevor Tombs      | BMW  | +1 giro   |       |

## Fonti e bibliografia
- "Motor" n° 26 del 5 luglio 1968, pagg. 856-857, su motorracehistorie.nl. URL consultato il 16 giugno 2011 (archiviato dall'url originale il 4 marzo 2016).
- Risultati della 500 su autosport.com, su autosport.com.